# Rhinolophus yunanensis
Rhinolophus yunanensis är en fladdermusart som beskrevs av George Edward Dobson 1872. Rhinolophus yunanensis ingår i släktet Rhinolophus och familjen hästskonäsor. Internationella naturvårdsunionen kategoriserar arten globalt som livskraftig. Inga underarter finns listade i Catalogue of Life.
Artepitet i det vetenskapliga namnet syftar på den kinesiska provinsen Yunnan.
Denna fladdermus når en kroppslängd (huvud och bål) av 60 till 68 mm och en svanslängd av 18 till 26 mm. Den har 12 till 14 mm långa bakfötter, 23 till 32 mm stora öron och 54 till 60 mm långa underarmar. Rhinolophus yunanensis liknar Rhinolophus pearsonii i utseende men hudflikarna på näsan (bladet) är med 12,5 till 14 mm bredare. Pälsen på ovansidan har en ljusbrun till gråbrun färg och undersidan är ännu ljusare. Liksom den andra arten har Rhinolophus yunanensis kraftiga tänder, inklusive stora hörntänder.
Arten förekommer i södra Kina, i nordöstra Indien, i Myanmar och i Thailand. Den lever i låglandet och i bergstrakter upp till 1200 meter över havet. Habitatet utgörs av skogar med en tätare undervegetation av bambu.
Individerna vilar i den täta växtligheten, i grottor och i byggnadernas tak.